# Quinton Byfield
Quinton Byfield, född 19 augusti 2002 i Newmarket i Ontario, är en kanadensisk professionell ishockeyforward som är kontrakterad till Los Angeles Kings i National Hockey League (NHL) och spelar för Ontario Reign i American Hockey League (AHL). Han har tidigare spelat för Sudbury Wolves i Ontario Hockey League (OHL).
Byfield draftades av Los Angeles Kings i första rundan i 2020 års draft som andra spelare totalt.

## Statistik
| 2016–2017  | York-Simcoe Express U15 | ETA        | 33  | 47 | 61 | 108 | 40 | — | — | — | —  | —  |
|            | York-Simcoe Express U16 | ETA        | 4   | 1  | 3  | 4   | 0  | — | — | — | —  | —  |
| 2017–2018  | York-Simcoe Express U16 | ETA        | 34  | 48 | 44 | 92  | 24 | 6 | 7 | 5 | 12 | 0  |
|            | Newmarket Hurricanes    | OJHL       | 1   | 1  | 1  | 2   | 0  | — | — | — | —  | —  |
| 2018–2019  | Sudbury Wolves          | OHL        | 64  | 29 | 32 | 61  | 38 | 8 | 3 | 5 | 8  | 16 |
| 2019–2020  | Sudbury Wolves          | OHL        | 45  | 32 | 50 | 82  | 44 | — | — | — | —  | —  |
| 2020–2021  | Los Angeles Kings       | NHL        | 1   | 0  | 0  | 0   | 2  | — | — | — | —  | —  |
|            | Ontario Reign           | AHL        | 30  | 8  | 12 | 20  | 22 | — | — | — | —  | —  |
| NHL totalt | NHL totalt              | NHL totalt | 1   | 0  | 0  | 0   | 2  | — | — | — | —  | —  |
| OHL totalt | OHL totalt              | OHL totalt | 109 | 61 | 82 | 143 | 82 | 8 | 3 | 5 | 8  | 16 |

### Internationellt
| Källa: Uppdaterad: 2021-04-29 | Källa: Uppdaterad: 2021-04-29 | Källa: Uppdaterad: 2021-04-29 |         | Utv = Utvisningsminuter | Utv = Utvisningsminuter | Utv = Utvisningsminuter | Utv = Utvisningsminuter | Utv = Utvisningsminuter |
| År                            | Lag                           | Mästerskap                    | Matcher | Mål                     | Assists                 | Poäng                   | Utv                     |                         |
| ----------------------------- | ----------------------------- | ----------------------------- | ------- | ----------------------- | ----------------------- | ----------------------- | ----------------------- | ----------------------- |
| 2019                          | Kanada                        | Hlinka Gretzky                | 5       | 3                       | 2                       | 5                       | 4                       |                         |
| 2020                          | Kanada                        | JVM                           | 7       | 0                       | 1                       | 1                       | 4                       |                         |
| 2021                          | Kanada                        | JVM                           | 7       | 2                       | 5                       | 7                       | 4                       |                         |
| Junior totalt                 | Junior totalt                 | Junior totalt                 | 19      | 5                       | 8                       | 13                      | 12                      |                         |